# Daniel Ljungman
Carl Daniel Seve Ljungman, född 3 april 2002 i Uppsala, är en svensk professionell ishockeyspelare som spelar för AIK i Hockeyallsvenskan. Ljungman inledde sin ishockeykarriär med moderklubben Wings HC Arlanda. Han spelade sedan juniorishockey för Linköping HC, som han gjorde seniordebut med säsongen 2020/21 i SHL. Säsongen därpå spelade han också ett antal matcher för Södertälje SK i Hockeyallsvenskan, innan han i maj 2022 anslöt till Rögle BK i SHL. Den följande säsongen spelade han dock främst som utlånad till Kristianstads IK i Hockeyallsvenskan. Säsongen 2023/24 spelade Ljungman för Nybro Vikings IF i Hockeyallsvenskan. Efter säsongen lämnade han klubben för spel med seriekonkurrenten AIK.
Han NHL-draftades 2020 av Dallas Stars i den femte rundan, som 154:e spelare totalt.

## Karriär

### Klubblag

#### 2017–2022: Juniorår och SHL-debut
Ljungman påbörjade sin ishockeykarriär i moderklubben Wings HC Arlanda. Säsongen 2017/18 spelade han TV-pucken för Uppland där han som lagkapten vann både poäng- och skytteligan i slutspelet (elva poäng, varav sex mål). 2018 anslöt han till Linköping HC:s ungdoms- och juniorsektioner och spelade både för klubbens J18- och J20-lag. Vid 17-års ålder, säsongen 2019/20, spelade han 40 matcher för Linköping HC J20 i J20 Nationell, där han noterades för 23 poäng (10 mål, 13 assist).
Under sommaren 2020 NHL-draftades Ljungman av Dallas Stars i den femte rundan, som 154:e spelare totalt. Den efterföljande säsongen spelade han 42 grundseriematcher i SHL för Linköping. Han gjorde SHL-debut den 26 september 2020 i en match mot Växjö Lakers HC och noterades för sitt första mål i serien, på Joe Cannata, den 15 december samma år i en 6–3-seger mot IK Oskarshamn. Totalt noterades han för två mål och två assistpoäng under säsongens gång. Efter att ha uppnått över 100 spelade minuter i SHL, meddelades det den 27 januari 2021 att Ljungman skrivit ett rookieavtal med Linköping som skulle komma att sträcka sig över säsongen 2021/22.
Säsongen 2021/22 inledde Ljungman med Linköping HC. Efter att ha noterats för tre poäng på 27 grundseriematcher meddelades det den 16 januari 2022 att han lånats ut till Södertälje SK i Hockeyallsvenskan tills vidare. Samma dag gjorde han debut i serien i en match mot BIK Karlskoga. Den 26 januari samma månad, i sin femte match för klubben, noterades Ljungman för sitt första mål i Hockeyallsvenskan, på Henrik Tikkanen, i en 3–7-förlust mot Modo Hockey. Totalt spelade han 27 matcher för Södertälje och noterades för tre mål och tre assistpoäng. Ljungman avslutade säsongen med att spela för Linköpings J20-lag där han vann SM-guld efter att laget besegrat Djurgårdens IF med 2–5 i finalen.

#### Från 2022: Etablering i Hockeyallsvenskan
Den 20 maj 2022 bekräftades det att Ljungman lämnat Linköping och skrivit ett tvåårsavtal med seriekonkurrenten Rögle BK. I början av september samma år meddelade klubben att man tillsvidare lånat ut Ljungman till Kristianstads IK i Hockeyallsvenskan. Han inledde säsongen 2022/23 med att spela tre matcher för Rögle innan han anslöt till Kristianstad, där han spelade återstoden av grundserien. Totalt spelade han 48 matcher för klubben och noterades för fyra mål och sju assistpoäng. Då Kristianstad spelat färdigt för säsongen, återanslöt Ljungman till Rögle. Han gjorde SM-slutspelsdebut den 26 mars 2023 då Rögle slogs ut av Skellefteå AIK i kvartsfinal.
Efter säsongens slut bröt Ljungman och Rögle avtalet och den 16 juni 2023 bekräftades det att han skrivit ett ettårsavtal med Nybro Vikings IF i Hockeyallsvenskan. Ljungman spelade 50 grundseriematcher för Nybro och noterades för 28 poäng, varav 13 mål. I den sista omgången noterades han för sitt första hattrick i Hockeyallsvenskan då Tingsryds AIF besegrades med 7–1. Nybro, som slutade på åttonde plats i grundserien, tog sig till kvartsfinal i det efterföljande slutspelet genom att besegra Almtuna IS med 2–0 i åttondelsfinal. I kvartsfinal besegrades man dock av Brynäs IF med 4–0 i matcher. I slutet av mars 2024 bekräftade klubben att Ljungman lämnat Nybro.
Den 9 april 2024 stod det klart att Ljungman skrivit ett tvåårsavtal med AIK i Hockeyallsvenskan. Ljungman missade en stor del av inledningen av säsongen 2024/25 på grund av skador och sjukdomar. Den 12 februari 2025 gjorde Ljungman sitt andra hattrick i Hockeyallsvenskan då Djurgårdens IF besegrades med 8–4. På 24 grundseriematcher noterades han för tolv poäng, varav sju mål. Laget slutade på femte plats och tog sig sedan till den Hockeyallsvenska finalen genom att besegra IF Björklöven (4–3) och BIK Karlskoga i (4–2) i kvarts- respektive semifinal. I finalserien föll man dock mot Djurgårdens IF med 4–1 i matcher. På 18 matcher stod Ljungman för tre mål och lika många assist.

### Landslag
Ljungman blev uttagen att representera Sverige vid JVM 2022 i Kanada. Sverige vann sina två inledande matcher, mot Ryssland (3–6) och Slovakien (3–0), där Ljungman gjorde mål i båda matcherna. Kort därefter meddelades det att turningen ställts in på grund av Covid-19-pandemin. I februari 2022 meddelade IIHF att turneringen skulle komma att spelas om från början i augusti samma år. Ljungman blev uttagen även till denna nya turnering. Sverige slutade på andra plats i grupp B, bakom USA. I slutspelet tog sig Sverige till semifinal efter att ha besegrat Lettland med 2–1 i kvartsfinal. Väl där föll man dock mot Finland med 1–0. Laget tilldelades därefter ett brons sedan man besegrat Tjeckien i matchen om tredjepris med 3–1. På sju matcher noterades Ljungman för två mål och två assistpoäng.

## Statistik

### Klubblag
| 2020–21                  | Linköping HC             | SHL                      | 42  | 2  | 2  | 4  | 8  | —  | — | — | — | —  |
| 2021–22                  | Linköping HC             | SHL                      | 27  | 2  | 1  | 3  | 4  | —  | — | — | — | —  |
| 2021–22                  | Södertälje SK            | HA                       | 21  | 3  | 3  | 6  | 4  | 6  | 0 | 0 | 0 | 0  |
| 2022–23                  | Rögle BK                 | SHL                      | 3   | 0  | 0  | 0  | 0  | 1  | 0 | 0 | 0 | 0  |
| 2022–23                  | Kristianstads IK         | HA                       | 48  | 4  | 7  | 11 | 14 | —  | — | — | — | —  |
| 2023–24                  | Nybro Vikings IF         | HA                       | 50  | 13 | 15 | 28 | 16 | 6  | 1 | 1 | 2 | 0  |
| 2024–25                  | AIK                      | HA                       | 24  | 7  | 5  | 12 | 6  | 18 | 3 | 3 | 6 | 10 |
| Hockeyallsvenskan totalt | Hockeyallsvenskan totalt | Hockeyallsvenskan totalt | 143 | 27 | 30 | 57 | 40 | 30 | 4 | 4 | 8 | 10 |
| SHL totalt               | SHL totalt               | SHL totalt               | 72  | 4  | 3  | 7  | 12 | —  | — | — | — | —  |

### Internationellt
| År            | Lag           | Turnering     | Matcher | Mål | Assists | Poäng | Utv. |
| ------------- | ------------- | ------------- | ------- | --- | ------- | ----- | ---- |
| 2022          | Sverige       | JVM           | 2       | 2   | 0       | 2     | 0    |
| Junior totalt | Junior totalt | Junior totalt | 2       | 2   | 0       | 2     | 0    |